# Saint-Christophe-du-Ligneron
Saint-Christophe-du-Ligneron is een gemeente in het Franse departement Vendée (regio Pays de la Loire) en telt 1884 inwoners (2004). De plaats maakt deel uit van het arrondissement Les Sables-d'Olonne.

## Geografie
De oppervlakte van Saint-Christophe-du-Ligneron bedraagt 42,2 km², de bevolkingsdichtheid is 44,6 inwoners per km².
De onderstaande kaart toont de ligging van Saint-Christophe-du-Ligneron met de belangrijkste infrastructuur en aangrenzende gemeenten.

## Demografie
Onderstaande figuur toont het verloop van het inwonertal (bron: INSEE-tellingen).

1. ↑  Populations de référence 2022.